# Quận Irion, Texas
Quận Irion (tiếng Anh: Irion County) là một quận trong tiểu bang Texas, Hoa Kỳ. Quận lỵ đóng ở thành phố Mertzon.6. Theo kết quả điều tra dân số năm 2000 của Cục điều tra dân số Hoa Kỳ, quận có dân số người.
Quận này được đặt tên theo Robert Anderson Irion, bộ trưởng ngoại giao Cộng hòa Texas.

## Thông tin nhân khẩu
Theo điều tra dân số 2 năm 2000, đã có 1.771 người, 694 hộ gia đình, và 523 gia đình sống trong quận. Mật độ dân số là 2 người mỗi dặm vuông (1/km ²). Đã có 914 đơn vị nhà ở với mật độ trung bình là 1 trên mỗi dặm vuông (0/km ²). Các dân tộc sinh sống trong quận gồm có 90,68% người da trắng, 0,40% da đen hay Mỹ gốc Phi, 0,79% người Mỹ bản xứ, 6,55% từ các chủng tộc khác, và 1,58% từ hai hoặc nhiều chủng tộc. 24,62% dân số là người Hispanic hay Latino thuộc chủng tộc nào.
Đã có 694 hộ, trong đó 32,40% có trẻ em dưới 18 tuổi sống chung với họ, 64,80% là các cặp vợ chồng sống với nhau, 6,60% có chủ hộ là nữ không có mặt chồng, và 24,50% là không lập gia đình. 21,80% của tất cả các hộ gia đình đã được tạo thành từ các cá nhân và 11,20% có người sống một mình 65 tuổi trở lên đã được người. Bình quân mỗi hộ là 2,55 và cỡ gia đình trung bình là 2,97.
Trong quận, cơ cấu tuổi tác dân số quận này như sau 26,70% ở độ tuổi dưới 18, 4,70% 18-24, 26,90% 25-44, 26,10% 45-64, và 15,60% người 65 tuổi trở lên. Tuổi trung bình là 40 năm. Cứ mỗi 100 nữ có 100,30 nam giới. Cứ mỗi 100 nữ 18 tuổi trở lên, đã có 99,40 nam giới.
Thu nhập trung bình cho một hộ gia đình trong quận đã được $ 37.500, và thu nhập trung bình cho một gia đình là $ 45,458. Nam giới có thu nhập trung bình $ 35.642 so với 20.395 $ cho phái nữ. Thu nhập trên đầu cho các quận được $ 20,515. Giới 8,30% gia đình và 8,40% dân số sống dưới mức nghèo khổ, trong đó có 7,20% của những người dưới 18 tuổi và 7,90% có độ tuổi từ 65 trở lên. 